# لوري تومسون
لوري تومسون (بالإنجليزية: Laurie Thompson)‏ هو مترجم بريطاني، ولد في 26 فبراير 1938، وتوفي في 8 يونيو 2015.